# Ульрайх, Свен
Свен У́льрайх (нем. Sven Ulreich; род. 3 августа 1988, Шорндорф, Баден-Вюртемберг) — немецкий футболист, вратарь клуба «Бавария».

## Клубная карьера
Воспитанник клубов «TSV Lichtenwald» и «TSV Schornbach»; позже перебрался в юношескую команду «Штутгарта», с которой в 2005 году выиграл юношескую Бундеслигу.
В январе 2008 года был взят в основную команду «Штутгарта», но продолжал играть за вторую команду. В Бундеслиге дебютировал 9 февраля 2008 года, в матче против берлинской «Герты», который закончился поражением «швабов» со счётом 1:3. По ходу сезона ещё несколько раз попадал в заявку основной команды. Первый удачный матч Ульрайха за клуб состоялся уже через неделю 16 февраля 2008 года, когда его партнёры одержали волевую победу в гостях над «Дуйсбургом» со счётом 3:2, а Свен провёл в воротах весь матч. За сезон 2009/10 провёл 8 матчей в Третьей Бундеслиге в составе дублирующей команды и 4 матча в высшем дивизионе — в основной. После завершения Йенсом Леманном карьеры в 2010 году, стал основным вратарём команды. Дебютировал на международной клубной арене 16 сентября 2010 года в матче группового этапа Лиги Европы против «Янг Бойз».
16 июня 2015 года Ульрайх перешёл в «Баварию», подписав контракт до 2018 года. Свой первый матч за новый клуб провёл 9 августа 2015 года в рамках первого круга Кубка Германии против «FC Nöttingen». Свен мало играет за мюнхенский клуб, место в воротах он уступает более опытному немцу, основному голкиперу команды Мануэлю Нойеру. В Лиге чемпионов дебютировал 9 декабря 2015 года в выездном матче против «Динамо Загреб» (2:0). Однако, далее у Свена появилась возможность проявить себя, когда 19 апреля 2017 года, в ответном матче Лиги чемпионов 2016/17 против «Реал Мадрида» Мануэль Нойер получил травму ноги и Ульрайх занял место в рамке до конца сезона, а потом и открыл новый игровой год 2017/18 на воротах команды. Также чуть ранее принял участие в матче за Суперкубок Германии против дортмундской «Боруссии», отразив два удара в серии пенальти, в том числе решающий удар Марка Бартры и завоевал трофей.
Продлил контракт с «Баварией» до 30 июля 2021 года.

### Национальная сборная
Ульрайх не раз вызывался в молодёжные сборные страны. Свою первую игру провёл в составе сборной для игроков не старше 16 лет
26 августа 2003 года против команды Швейцарии. В 2007 году дебютировал за сборную Германии U-19 — провёл за эту команду три матча. А 12 августа 2009 года дебютировал в составе сборной Германии U-21 в матче против сборной Ирана.
В июне 2019 года был впервые вызван во взрослую сборную Германии в качестве резервного вратаря на матчи квалификации Чемпионата Европы-2020.

## Статистика выступлений

### Клубная статистика
| Клуб             | Сезон            | Лига | Лига | Лига          | Кубки | Кубки | Кубки         | Еврокубки | Еврокубки | Еврокубки     | Другие | Другие | Другие        | Итого | Итого | Итого         |
| Клуб             | Сезон            | Игры | Голы | Матчи на ноль | Игры  | Голы  | Матчи на ноль | Игры      | Голы      | Матчи на ноль | Игры   | Голы   | Матчи на ноль | Игры  | Голы  | Матчи на ноль |
| ---------------- | ---------------- | ---- | ---- | ------------- | ----- | ----- | ------------- | --------- | --------- | ------------- | ------ | ------ | ------------- | ----- | ----- | ------------- |
| Штутгарт         | 2007/08          | 11   | −16  | 0             | 1     | -2    | 0             | 0         | -0        | 0             | -      | -      | -             | 12    | −18   | 0             |
| Штутгарт         | 2009/10          | 4    | −0   | 0             | 0     | -0    | 0             | 0         | -0        | 0             | -      | -      | -             | 0     | -0    | 0             |
| Штутгарт         | 2010/11          | 34   | −59  | 0             | 0     | -0    | 0             | 0         | -0        | 0             | -      | -      | -             | 0     | -0    | 0             |
| Штутгарт         | 2011/12          | 34   | −46  | 0             | 0     | -0    | 0             | -         | -         | -             | -      | -      | -             | 0     | -0    | 0             |
| Штутгарт         | 2012/13          | 34   | −55  | 0             | 0     | -0    | 0             | −         | −         | −             | −      | −      | −             | 0     | -0    | 0             |
| Штутгарт         | 2013/14          | 31   | −0   | 0             | 0     | -0    | 0             | 0         | -0        | 0             | 0      | -0     | 0             | 0     | -0    | 0             |
| Штутгарт         | 2014/15          | 28   | −0   | 0             | 0     | -0    | 0             | 0         | -0        | 0             | 0      | -0     | 0             | 0     | -0    | 0             |
| Штутгарт         | Итого            | 176  | −0   | 0             | 0     | −0    | 0             | 0         | -0        | 0             | 0      | -0     | 0             | 0     | −0    | 0             |
| Бавария          | 2015/16          | 1    | −0   | 0             | 1     | -0    | 0             | 1         | -0        | 0             | 0      | -0     | 0             | 3     | -0    | 0             |
| Бавария          | 2016/17          | 5    | −0   | 0             | 1     | -0    | 0             | 1         | -0        | 0             | 0      | -0     | 0             | 7     | -0    | 0             |
| Бавария          | 2017/18          | 27   | −0   | 0             | 3     | -0    | 0             | 5         | -0        | 0             | 1      | -0     | 0             | 21    | -0    | 0             |
| Бавария          | Итого            | 33   | -0   | 0             | 5     | −0    | 0             | 7         | -0        | 0             | 1      | -0     | 0             | 31    | -0    | 0             |
| Всего за карьеру | Всего за карьеру | 209  | −0   | 0             | 0     | −0    | 0             | 0         | -0        | 0             | 0      | -0     | 0             | 0     | −0    | 0             |

1. ↑  Лига чемпионов УЕФА, Лига Европы УЕФА
2. ↑  Переходные матчи в Бундеслиге, Суперкубок Германии, Суперкубок УЕФА, Клубный чемпионат мира

## Достижения
«Штутгарт»
- Чемпион Бундеслиги (до 19 лет): 2005
- Финалист Кубка Германии: 2013

«Бавария»
- Чемпион Германии (9): 2015/16, 2016/17, 2017/18, 2018/19, 2019/20,  2020/21, 2021/22, 2022/23, 2024/25
- Обладатель Кубка Германии (3): 2015/16, 2018/19, 2019/20
- Обладатель Суперкубка Германии (5): 2016, 2017, 2018, 2021, 2025
- Победитель Лиги чемпионов: 2019/20
- Обладатель Суперкубка УЕФА: 2020